# Ramberto Novello Malatesta
Ramberto Novello II Malatesta detto Bonatesta o Ramberto il filosofo (1475 – 1532) è stato un condottiero italiano e conte di Sogliano.

## Biografia
Figlio illegittimo di Carlo I Malatesta di Sogliano, nacque nel 1475 e fu legittimato da papa Sisto IV nel 1485 e dichiarato con il padre conte di Montecodruzzo.
Educato a Firenze ebbe tra gli insegnanti Marsilio Ficino e si mise in evidenza nelle discipline letterarie e pedagogiche, da cui venne chiamato Ramberto il filosofo. Ebbe come compagni i figli di Lorenzo il Magnifico, ai quali si affezionò aiutandoli nel 1498, con l'alleanza di Venezia, nel tentativo di riconquistare i loro stati.
Fattasi la pace, restò fedele a Venezia, per la quale nel 1503 occupò la val Lamone, Sant'Arcangelo, Verrucchio e la città di Faenza.
Nel 1507 venne assalito da Cesare Alidosio, signore di Castel del Rio. Non fece nessuna resistenza, ma fuggì a Firenze per ottenere aiuti, che non gli vennero accordati, perché la repubblica era occupata nella guerra con Pisa.
Morto il papa Giulio II, Ramberto venne soccorso dal fratello Malatesta, il quale con un buon numero di soldati si spinse nel territorio della Romagna. Ma essendo stato eletto pontefice Leone X, amico di Ramberto, questi ottenne i luoghi ereditati dal padre per l'intervento del papa. Per dimostrare al fratello Malatesta la propria riconoscenza, gli cedette una parte del retaggio paterno, e pure grato si dimostrò ai Medici, prendendo le armi per Lorenzo, allorché questi si accinse ad impadronirsi del ducato di Urbino. Prese parte a tutte le vicende della guerra. In seguito dal pontefice ebbe la guardia di Cesena.
Passò agli stipendi di Francesco Maria I della Rovere e vi rimase sino alla morte, avvenuta nel 1532.
Per distinguersi dagli altri membri della sua famiglia, volle che lo chiamassero "Bonatesta", invece che "Malatesta".

## Discendenza
Ramberto Novello sposò Maria Zoagli di Genova ed ebbero questi figli:
- Piretta, sposò Filippo Doria
- Galeotto (?-dopo 1561), religioso
- Agata, sposò Galeotto Malatesta
- Cornelio
- Carlo (?-1544 circa)
- Alessandro
- Francesco
- Caterina, sposò Ottaviano Della Genga
- Violante, sposò Francesco Monticoli
- Lucrezia, monaca
- Cecilia, sposò Francesco Ripa.

Ebbe anche un figlio naturale, Giovanni (?-1585 ca.)